# 琴吹ゆず
琴吹 ゆず（ことぶき ゆず、6月4日 - ）は、日本の女性ライブアイドル、グラビアアイドル。女性アイドルグループであるRiNCENT♯のメンバーである。茨城県出身。

## 略歴
中学3年生よりニコニコ動画での「踊ってみた動画」にて配信者活動を開始。活動当初からアイドルを志望していたが現実的ではないと言う理由から大学で管理栄養士の資格を取り、卒業後はドラッグストアに就職。
2019年7月、芸名「とぷす」として、アイドルグループ「もしも、私が主役だったら。」のオリジナルメンバーとして静岡県を中心に活動、2020年8月にグループ脱退。
2020年9月19日、一色亜莉沙プロデュースするユニット「凜cent」のオリジナルメンバー・琴吹ゆずとして活動開始。2021年11月、「RiNCENT.」に改称。2023年6月、グループ全員で事務所であったサンクレイドを退所。2023年7月、現表記に再改称。
2024年7月22日に自身の公式Xアカウントにて、全身を使ったダチョウのモノマネを披露した動画を投稿。3.4万リポストと26万いいねがつく。

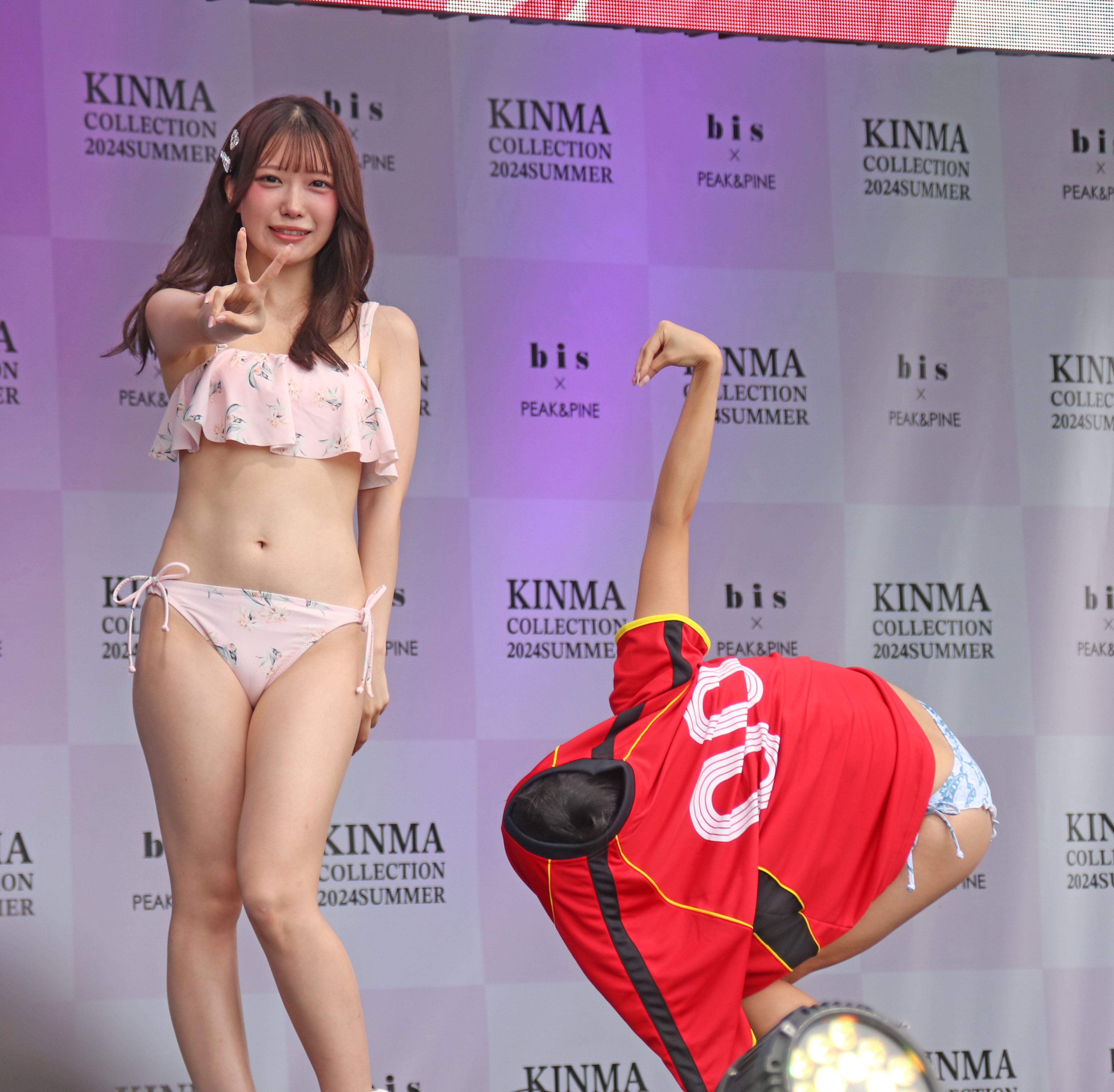
ダチョウポーズをする琴吹（右、2024年撮影。左は森本栞菜）

以降、ダチョウの人として様々なメディアで取り上げられ、ブレイク。実際にダチョウの目の前でモノマネを披露する動画やプールサイドにてものまねの投稿も、12万リポストと72万いいねがつくなど、引き続き注目が集まった。
2024年8月の「近代麻雀学園」、9月の「近代麻雀水着祭FINAL」に出演し、撮影会モデルとしても話題を集める。
同年11月11日、週プレ編集部よりデジタル写真集『ダチョウのおんがえし』を発売。グラジャパ!限定版は物語ムービーが付属する。
2025年7月22日発売の『週刊SPA!』（7/29.8/5合併号）の表紙＆特集「週刊SPA!×TIF2025“水着でアイドル頂上決戦”」にRiNCENT#を代表して参加。

## 人物
社会人1年目の夏、母親が病気で他界。この経験からやりたいことをやらなければ一生後悔すると思ったことがアイドル活動を始める動機となった。